# Liste der Brücken über die Gotthardreuss
Die Liste der Brücken über die Gotthardreuss enthält die Brücken und andere Querungen der Gotthardreuss von der Quelle am nördlichen Fusse des Lucendropasses bis zur Mündung in die Furkareuss bei Hospental.
13 Übergängen führen über den Fluss: Zehn Strassen- und Feldwegbrücken, eine Eisenbahnbrücke der Matterhorn-Gotthard-Bahn, eine Fussgängerbrücke und der Staumauer Lucendro-Werksteg.
| Bild | Name                                                | Ort            | Lage             | Funktion                                                                            | Konstruktion      | Material | Höhe m ü. M. | Länge in m | Bemerkungen |
| ---- | --------------------------------------------------- | -------------- | ---------------- | ----------------------------------------------------------------------------------- | ----------------- | -------- | ------------ | ---------- | --- |
|      | Unbenannte Brücke                                   | Airolo         | 46.55883 8.53116 | Bergstrassenbrücke (einspurig)                                                      | Balkenbrücke      | Beton    | 2156         | 12         | Zufahrt zur Lucendro Alp Wanderland-Route 49 Vier-Quellen-Weg (Etappe 3 Gotthardpass–Capanna Piansecco CAS) |
|      | Staumauer Lucendro-Steg                             | Airolo         | 46.56347 8.54994 | Werksteg (privat)                                                                   | Staumauer         | Beton    | 2107         | 200        | Der Werksteg auf der südlichen Staumauer kann für Wartung begehen werden. Die Talsperre Lucendro wurde 1947 fertiggestellt. |
|      | Unbenannte Brücke                                   | Airolo         | 46.56314 8.55126 | Bergstrassenbrücke (einspurig)                                                      | Stein-Bogenbrücke | Stein    | 2072         | 12         | Zufahrt zum Lago di Lucendro Wanderland-Route 49 Vier-Quellen-Weg (Etappe 3 Gotthardpass–Capanna Piansecco CAS) |
|      | Ponte di Lucendro (Alte Gotthard-Passstrasse)       | Airolo         | 46.56492 8.55622 | Strassenbrücke (zweispurig) mit Kopfsteinpflasterfahrbahn 561                       | Stein-Bogenbrücke | Stein    | 2004         | 12         | Schützenswerte Steinbogenbrücke, gebaut 1883 Höchstgewicht 3,5 t, Höchstbreite 2,3 m Die Strasse ist im Winter gesperrt (November–Mai). Mountainbikeland-Route 65 Gottardo Bike (Etappe 1 Andermatt–Airolo) Veloland-Route 3 Nord-Süd-Route (Etappe 5 Andermatt–Airolo) |
|      | Unbenannte Brücke                                   | Airolo         | 46.58054 8.55851 | Feldwegbrücke                                                                       | Balkenbrücke      | Beton    | 1914         | 12         | Gebaut ca. 1975 Wanderland-Route 2 Trans Swiss Trail (Etappe 23 Andermatt–Gotthardpass), Route 7 Via Gottardo (Etappe 10 Andermatt–Gotthardpass) und Route 55 Via Suworow (Etappe 2 Gotthardpass–Andermatt) |
|      | Brüggloch-Brücke (Gotthardstrasse)                  | Hospental      | 46.58191 8.55927 | Strassenbrücke (zweispurig)                                                         | Balkenbrücke      | Beton    | 1893         | 50         | Gebaut ca. 1975 Höchstgeschwindigkeit 80 km/h PostAuto-Buslinie 110 (Airolo – San Gottardo – Andermatt (Gotthardpass-Linie)) Die Strasse ist im Winter gesperrt (November–Mai). Über eine Metallsteg, der die Brücke auf der linken Flussseite unterquert, führen Mountainbikeland-Route 65 Gottardo Bike (Etappe 1 Andermatt–Airolo) und Wanderland-Route 2 Trans Swiss Trail (Etappe 23 Andermatt–Gotthardpass), Route 7 Via Gottardo (Etappe 10 Andermatt–Gotthardpass) und Route 55 Via Suworow (Etappe 2 Gotthardpass–Andermatt). |
|      | Gotthard-Strassentunnel (Unterquerung des Flusses)  | Hospental      | 46.59283 8.56444 | Autostrassentunnel (zweispurig) mit Rettungsstollen                                 | Tunnel            | Beton    | 1714         |            | Tunnel, gebaut 1970–1980 Höchstgeschwindigkeit 80 km/h |
|      | Unbenannte Brücke                                   | Hospental      | 46.60842 8.56985 | Feldwegbrücke                                                                       | Balkenbrücke      | Holz     | 1616         | 12         | Gebaut ca. 1975 Tiere (Kuh): Biker Achtung offenes Waldgebiet |
|      | Gamssteg                                            | Hospental      | 46.60985 8.57206 | Feldwegbrücke                                                                       | Balkenbrücke      | Beton    | 1612         | 10         | Gebaut ca. 1965 |
|      | Gotthard-Strassentunnel (Unterquerung des Flusses)  | Hospental-Dorf | 46.61759 8.57042 | Autostrassentunnel (zweispurig) mit Rettungsstollen                                 | Tunnel            | Beton    | 1481         |            | Tunnel, gebaut 1970–1980 Höchstgeschwindigkeit 80 km/h |
|      | Gotthardstrasse-Brücke                              | Hospental-Dorf | 46.61874 8.56924 | Strassenbrücke (zweispurig) mit Rohrleitungen an der Brückenseite                   | Balkenbrücke      | Beton    | 1467         | 40         | Gebaut ca. 1980 Höchstgeschwindigkeit 80 km/h Veloland-Route 1 Rhone-Route (Etappe 1 Andermatt–Oberwald) und Route 3 Nord-Süd-Route (Etappe 5 Andermatt–Airolo) |
|      | Gotthardreussbrücke von 1681 (Dorfbrücke Hospental) | Hospental-Dorf | 46.61928 8.56886 | Fussgängerbrücke mit Katzenkopfsteinpflaster-Gehfläche                              | Stein-Bogenbrücke | Stein    | 1461         | 10         | Einbogige Steinbogenbrücke, gebaut 1681 Das Bauwerk ist denkmalgeschützt. |
|      | Gotthardreussbrücke von 1829 (Kunststrassenbrücke)  | Hospental-Dorf | 46.61935 8.56878 | Strassenbrücke (zweispurig) mit Trottoir und Kabelkanal am südseitigen Brückenbogen | Stein-Bogenbrücke | Stein    | 1460         | 10         | Schützenswerte überformte Steinbogenbrücke, gebaut 1829, die Brücke trägt einen jüngeren Betonüberbau, der die Bogen beidseitig überragt. Höchstgeschwindigkeit 50 km/h PostAuto-Buslinien 110 (Airolo – San Gottardo – Andermatt (Gotthardpass-Linie)) und 681 (Andermatt – Furka – Oberwald (Furkapass-Linie)) Mountainbikeland-Route 65 Gottardo Bike (Etappe 1 Andermatt–Airolo) |
|      | Unbenannte Brücke                                   | Hospental-Dorf | 46.62074 8.56962 | Strassenbrücke (einspurig)                                                          | Balkenbrücke      | Beton    | 1450         | 18         | Gebaut ca. 1986 Höchstgeschwindigkeit 50 km/h Zufahrt zum Wasserkraftwerk Hospental Wanderland-Route 2 Trans Swiss Trail (Etappe 23 Andermatt–Gotthardpass), Route 7 Via Gottardo (Etappe 10 Andermatt–Gotthardpass) und Route 55 Via Suworow (Etappe 2 Gotthardpass–Andermatt) Schneeschuhwandern-Route 877 Hospental Trail |
|      | MGB-Brücke                                          | Hospental-Dorf | 46.62089 8.56947 | Eisenbahnbrücke (eingleisig)                                                        | Fachwerkbrücke    | Stahl    | 1449         | 20         | Gebaut ca. 1928 Bahnstrecke Visp–Brig–Andermatt |